# Sameera Moussa
Sameera Moussa (em árabe: سميرة موسى) (Gharbia, 3 de março de 1917 – Califórnia, 5 de agosto de 1952) foi uma física nuclear egípcia, com doutorado em radiação atômica e que trabalhou para que o uso da tecnologia nuclear na medicina fosse acessível para todos.

## Vida pessoal
Sameera nasceu no Egito, na província de Gharbia, em 1917. Sua mãe morreu de câncer e seu pai se mudou com a filha para o Cairo, onde investiu todo o seu dinheiro em um pequeno hotel no bairro de El-Hussein. Por insistência do pai, ela estudou em uma das mais antigas escolas do Cairo, a Kaser El-Shok. Ao concluir a educação básica, ela cursou o ensino médio na escola Banat El-Ashraf, construída e dirigida pelo famosa ativista política e feminista Nabawiyya Musa.
Mesmo que com suas notas altas Sameera pudesse ter cursado engenharia, ela preferiu a faculdade de ciências, da Universidade do Cairo. Em 1939, ela obteve um bacharelado em radiologia, sendo a primeira da classe por sua pesquisa com os efeitos da radiação dos raios-X em vários materiais. O decano da faculdade, Moustafa Mousharafa, a tinha em alta consideração, tornando-a oradora da instituição. Posteriormente, ela se tornou primeira assistente do professor Mousharafa e a primeira mulher na instituição a ter um cargo, sendo também a primeira a obter um Phd em radiação atômica.

## Pesquisa nuclear
Sameera acreditava no uso pacífico da energia nuclear e que ela deveria ser tão barata quanto uma aspirina. Trabalhou muito para alcançar este objetivo, realizando intensa pesquisa, que a levou a chegar em uma equação que ajudava a quebrar átomos de metais mais baratos, como o cobre, abrindo o caminho para o barateamento da bomba atômica.
Organizou a Conferência de Energia Atómica para a Paz e patrocinou um apelo para a criação de uma conferência internacional sob o título "Átomo pela Paz". A conferência fez uma série de recomendações para a criação de um comitê para proteger o mundo dos riscos nucleares, que ela defendeu com veemência. Sameera também se ofereceu para ajudar a tratar pacientes com câncer em vários hospitais, especialmente depois que sua mãe passou por uma batalha feroz contra esta doença.

## Visita aos Estados Unidos
Sameera ganhou uma bolsa de estudos do Programa Atômico Fulbright para conhecer as modernas instalações de pesquisa da Universidade da Califórnia, em Berkeley. Em reconhecimento ao seu pioneirismo com a pesquisa nuclear, ela recebeu permissão para visitar também instalações secretas do governo norte-americano. A visita de Sameera levantou uma polêmica discussão entre a comunidade científica dos país, pois ela era a primeira estrangeira a ter acesso a instalações secretas. Ela ainda declinaria de várias ofertas de emprego que requeriam que residisse nos Estados Unidos.

## Morte
Em 5 de agosto de 1952, Sameera pretendia voltar para o Egito, mas foi convidada para uma viagem. No caminho, seu carro caiu de uma altura de mais de 12 metros e ela morreu instantaneamente. O mistério em torno do acidente cresceu quando descobriram que o convite para a viagem não era verdadeiro, além do desaparecimento do motorista do carro que conseguiu saltar antes do acidente, fazendo algumas pessoas acreditarem em um plano de assassinato. Acredita-se que o serviço de inteligência israelense, o Mossad estaria por trás da morte de Sameera.